# Erich Natusch
Erich Friedrich Wilhelm Natusch est un skipper allemand né le 23 février 1912 et mort le 11 mars 1999.

## Biographie
Erich Natusch  participe aux Jeux olympiques d'été de 1952 à Helsinki, où il remporte avec Theodor Thomsen et Georg Nowka la médaille de bronze en classe Dragon. Dans la même classe, il termine dixième aux Jeux olympiques de 1956.